# Nicole Silva
Nicole Oliveira Silva est une ancienne joueuse brésilienne de volley-ball née le 13 septembre 1988 à Ituiutaba (Minas Gerais). Elle mesure 1,84 m et jouait au poste d'attaquante. 

## Clubs
| Club        | De        | À         |
| ----------- | --------- | --------- |
| Praia Clube | 2004-2005 | 2007-2008 |
| AD Brusque  | 2008-2009 | 2009-2010 |
| Praia Clube | 2010-2011 | 2012-2013 |

## Palmarès
- Championnat du monde des moins de 18 ans
  - Vainqueur : 2005.